# Upplands runinskrifter ATA6243/65
U ATA6243/65 är en vikingatida runsten av ljusgrå rödaktig granit i Gånsta, Vårfrukyrka socken, Enköpings stad och Enköpings kommun.
Runsten är i granit, 1,25 m hög, 1,16 m bred (NV-SÖ) och 0,47 m tjock. På den mot SV vända sidan är ristningen. Restaurerad. Sten rengjord och behandlad med etanol tre gånger 2022–2023.

## Inskriften
Translitterering av runraden:
... ...(ʀ) : (b)---- ... ...--(t)en : suniʀ : fristns ¶ si--uþ : etiʀ muþiʀ þeʀa : -... ...-- stena
Normalisering till runsvenska:
... [æfti]ʀ B[iorn](?) [ok] [Þors]tæin(?), syniʀ Frøystæins. Si[gr]uð(?) hæitiʀ moðiʀ þæiʀa ... ... stæina.
Översättning till nusvenska:
… efter Björn (?) … och efter Torsten (?), Fröstens söner. Si…ruþ(?) heter deras moder… stenar.
Stille läser si-ruþ. Peterson menar att kvinnonamnet är Sig(þ)rúðr: segrande styrka. Magnus Källström skriver, att runföljd ...-- stena, som står innanför runslingan, kan vara vad som helst från delen av ristarsignatur till delen av ... ræisa stæina (... resa stenarna), fast inga andra stenar är kända i området.